# Baixa Silésia
Este artigo é sobre a região histórica. Para a região administrativa polonesa ver Voivodia da Baixa Silésia.

Bandeira

A Baixa Silésia (em alemão:  Niederschlesien; em latim: Silesia Inferior; em polonês/polaco: Dolny Śląsk) é a parte noroeste da região histórica e geográfica da Silésia; a Alta Silésia fica a sudeste. Ao longo de sua história a Baixa Silésia esteve sob o domínio das potências medievais Polônia, Boêmia, Áustria, e mais tarde da Prússia que em 1871 era transformada em Alemanha, e depois de 1945 desmembrada pelas potências vencedoras da Segunda Guerra Mundial a favor da Polônia, que ficou com o maior parte do seu antigo território e o remanescente no lado ocidental do rio Neisse continuou a fazer parte da Alemanha vencida. 

Brasão do século XIX da Baixa Silésia.

A fronteira sul da Baixa Silésia é marcada pela cadeia de montanhas dos Sudetos, que está localizada na fronteira polaco-tcheca. A fronteira ocidental é formada pelos rios Neisse e Barycz ao norte e por parte da Grande Polônia ao sul. 

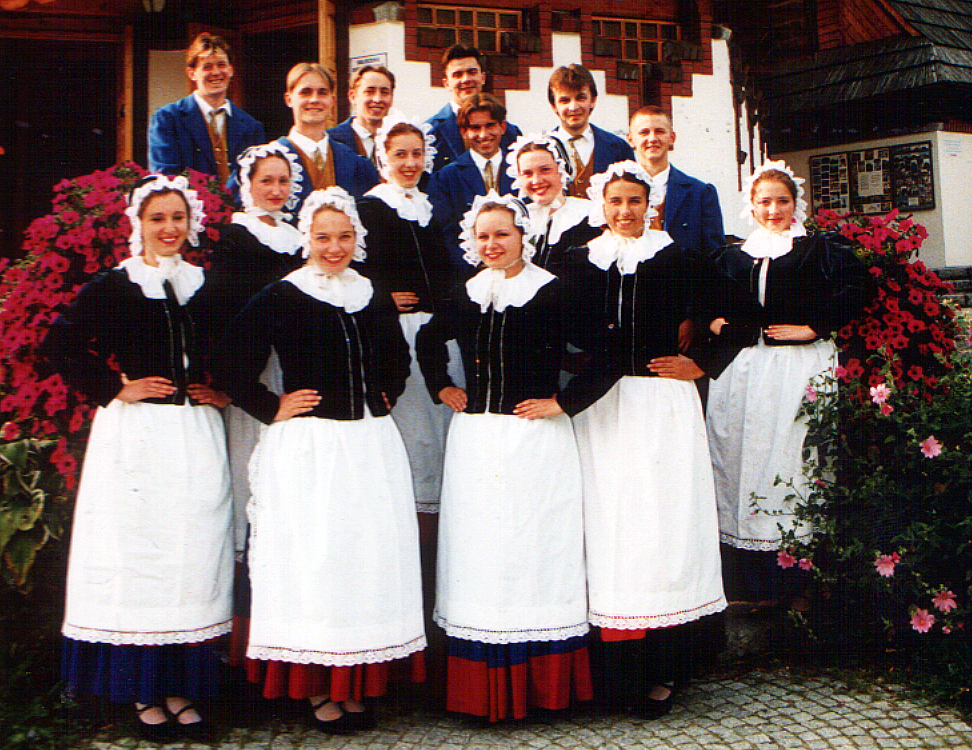
Traje tradicional da Silésia

A Baixa Silésia polonesa, a parte maior da região histórica, está localizada principalmente ao longo do rio Oder, e está dividida entre as voivodias da Baixa Silésia, Lubúsquia e Opole. Parte da ex-província prussiana da Baixa Silésia no lado ocidental do rio Neisse está localizada na Niederschlesischer Oberlausitzkreis, a cidade de Görlitz, e o ex-distrito de Hoyerswerda no Oberspreewald-Lausitz na Alemanha Ocidental. Essa região historicamente pertenceu à Alta Lusácia saxônica, que se tornou parte da Silésia prussiana em 1815 após as Guerras Napoleônicas.

## História

### Pré-história
No fim da Idade do Gelo, o primeiro homem surgiu na planície silesiana. No Paleolítico Inferior (7000 anos atrás), o primeiro povo nômade instalou-se por lá vivendo em cavernas e chalés primitivos. Eles eram coletores, caçadores e pescadores, e utilizavam armas e outros instrumentos feitos de pedra e madeira. No Mesolítico (7 000-4 000 a.C.), os mais antigos vestígios humanos do povo nômade, que eram de 40 000 anos, foram encontrados em uma tumba em Tyniec às margens do rio Ślęzą. 
No Neolítico (4000-1 700 a.C.), iniciou-se o processo de transformação para um modo de vida mais sedentário. Surgiram os primeiros assentamentos rurais. As pessoas começaram cultivar a terra e criar animais. A mineração, a produção de cerâmicas e tecelagem foram datadas para este período. Começou-se a exploração das pedreiras de serpentinito, de onde eram feitos os machados silesianos, e perto de Jordanów Śląski as pessoas extraíam a nefrita que transformava-se em várias ferramentas. Na Idade do Bronze (1 700-1 500 a.C.), a evolução de diferentes culturas fez surgir a cultura de Unetice, que teve impacto sobre a cultura Trzciniec. Nos próximos períodos, a partir de aproximadamente 750 a.C., ela engloba toda a Europa.

### História antiga
A Silésia foi registrada na Magna Germânia dois mil anos atrás com um número de tribos germânicas entre elas os Vândalos, Lugos e os Silingos. 
Uma série de grupos de pessoas entraram na Magna Germânia Oriental a partir da Sarmácia, Ásia Menor, e as estepes asiáticas durante as Grandes Migrações no início do século VI. 
O Geógrafo Bávaro (cerca de 845) relatou as tribos Ślężanie (de quem a Silésia (Śląsk) provavelmente leva seu nome) e Dziadoszanie; ao mesmo tempo um documento da Arquidiocese de Praga (1086) listou as tribos  Zlasane, Trebovane, Poborane e Dedositze. Ao mesmo tempo a Alta Silésia era habitada pelas tribos Opolanie, Lupiglaa, e Golenshitse. Nos séculos IX e X o território foi controlado por governantes da Grande Morávia e depois, da Boêmia, vizinhos da área abrangida pela atual República Tcheca. Em 990 a Silésia foi conquistada e incorporada a uma área mais tarde chamada de Polônia pelo duque Miecislau I.

### A fragmentação feudal da Polônia
A Silésia foi dividida em parte baixa e alta, em 1172, durante o período da fragmentação feudal da Polônia, quando a terra foi dividida entre os dois filhos do Grão-Duque Vladislau II. Boleslau I governou a Baixa Silésia, com sua capital em Breslávia e Miecislau IV controlou a Alta Silésia, com sua capital em Opole. 

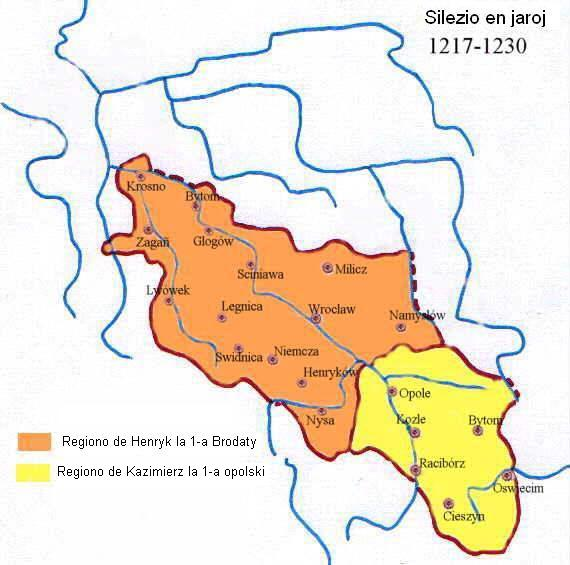
Ducado de Breslávia-Silésia (1201–1238)

Mais tarde a Silésia foi dividida em 17 ducados. 
Ducados da Baixa Silésia no século XIV (nomes alemães em itálico): 
- Breslávia (Breslau)
- Brzeg (Brieg)
- Oleśnica (Oels)
- Legnica (Liegnitz)
- Ziębice (Münsterberg)
- Świdnica (Schweidnitz)
- Głogów (Glogau)
- Nysa (Neisse)
- Żagań-Szprotawa (Sagan - Sprottau)
- Krosno Odrzańskie-Ścinawa (Krossen - Steinau)

### A Coroa da Boêmia e a Áustria (1348-1742)
Em 1348 a maior parte dos ducados da Silésia eram governados pelos duques silesianos Piast sob a suserania feudal dos reis da Boêmia e, portanto, faziam parte da Coroa da Boêmia. Em 1476 o distrito de Crossen tornou-se parte da Marca de Brandemburgo, quando a viúva do governante Piast, Barbara von Brandenburg, filha do Eleitor Alberto III Aquiles, herdou Crossen. Em 1526 a Silésia foi adquirida pela Monarquia de Habsburgo da Áustria após a morte do rei Luís II da Boêmia. Brandemburgo contestou a herança, citando um tratado feito com Frederick II, Duque de Brieg, mas grande parte da Silésia permaneceu sob o controle Habsburgo até 1742.

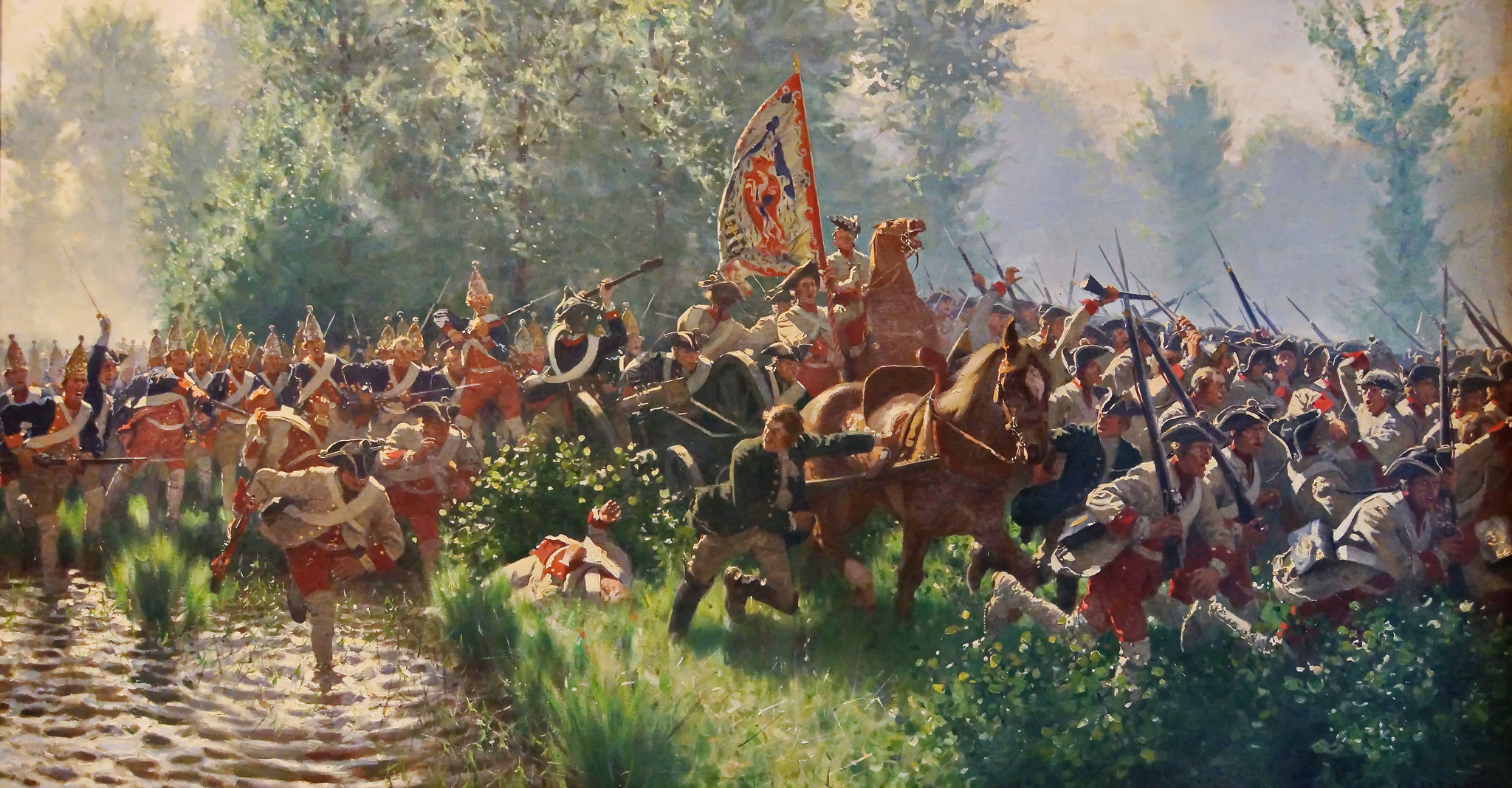
Guerras da Silésia

### Na Prússia (1742-1945)
A maior parte da Silésia, incluindo toda a Baixa Silésia, tornou-se parte do Reino da Prússia em 1742 após a Primeira Guerra Silesiana, e foi convertida na Província da Silésia, dividida em distritos da Baixa Silésia (Liegnitz), Média Silésia (Breslávia), e Alta Silésia (Opole). 
A área em torno de Görlitz na Alta Lusácia foi acrescentada à Baixa Silésia em 1815 após as Guerras Napoleônicas. 

Província da Baixa Silésia, 1925

Até o início do século XX a Baixa Silésia tinha uma população predominantemente de língua alemã. Depois da Primeira Guerra Mundial, a Alta Silésia foi dividida entre a Alemanha, a Polônia e a Tchecoslováquia, enquanto que a Baixa Silésia permaneceu da Alemanha. A Província da Silésia prussiana foi reorganizada nas províncias da Baixa Silésia e Alta Silésia.

### Após 1945
Após o fim da Segunda Guerra Mundial, a região leste do rio Neisse, na Baixa Silésia, passou para a administração da Polônia, de acordo com a Conferência de Potsdam, de 1945. As populações alemã e checa do território foram expulsas e substituídas por poloneses, muitos dos quais tinham sido expulsos das áreas polonesas anexadas pela União Soviética. 
O Exército Vermelho ocupou parte da região até 1991, bem como grande parte da cidade de Legnica, parte de Świdnica, muitos campos de aviação, quartéis, e grandes campos experimentais.
De 1945 a 1975, a Baixa Silésia foi administrada pela voivodia de Breslávia. Como consequência da Lei de Reorganização do Governo Local (1975), a administração da Polônia foi reorganizada em 49 voivodias, quatro delas na Baixa Silésia: Jelenia Góra, Legnica, Wałbrzych, e voivodia de Breslávia (1975-1998). Como conseqüência da Lei de Reorganização do Governo Local de 1998, estas quatro voivodias foram reunidas na voivodia da Baixa Silésia (desde 1 de janeiro de 1999), cuja capital é Breslávia. 
A seção de Lusácia pertencente à Baixa Silésia desde 1815, a oeste do rio Neisse, que permaneceu da Alemanha está dividida entre os distritos de Görlitz (urbano) e de Niederschlesischer Oberlausitzkreis na Saxônia e Oberspreewald-Lausitz em Brandemburgo.

## Cidades

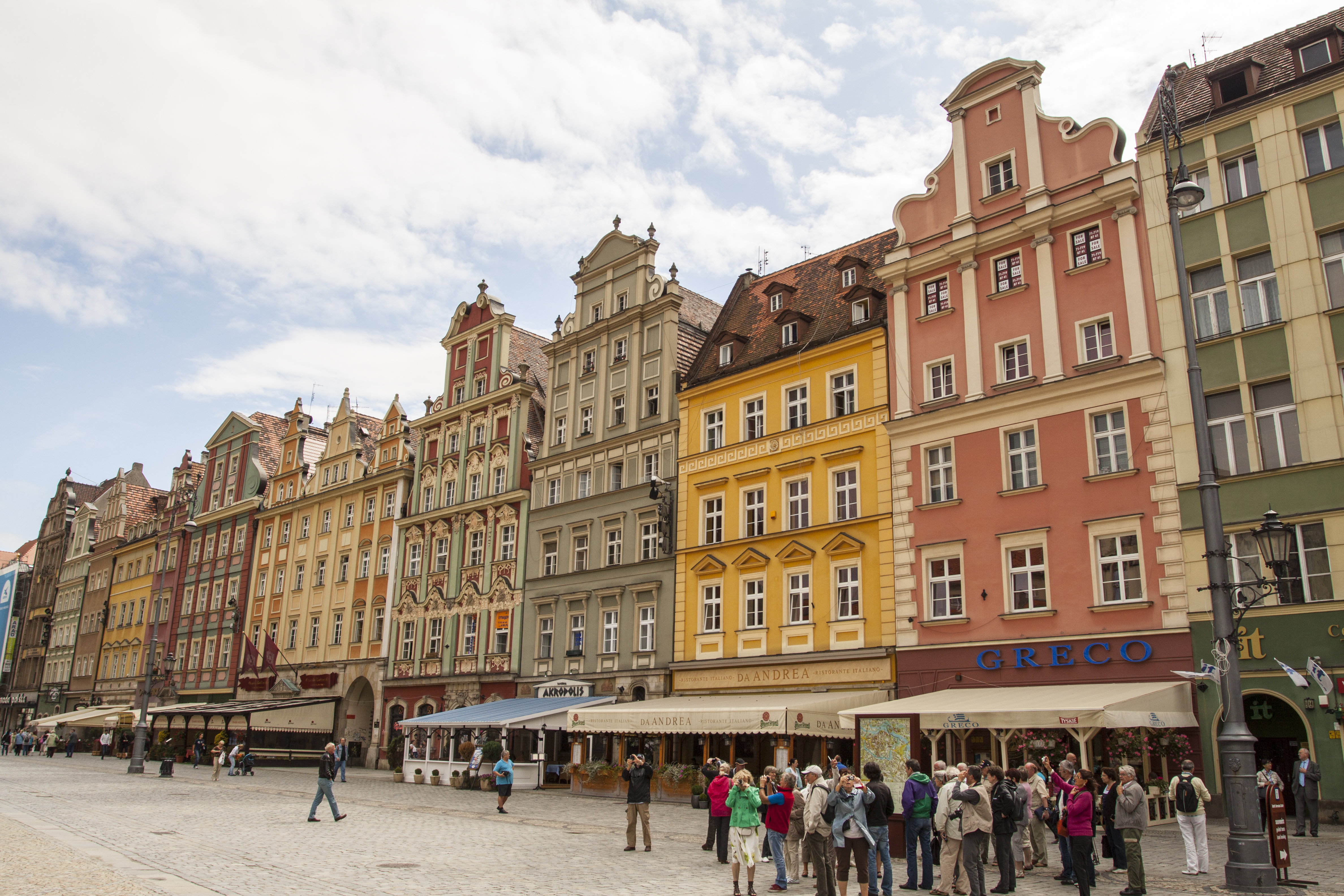
Wrocław.

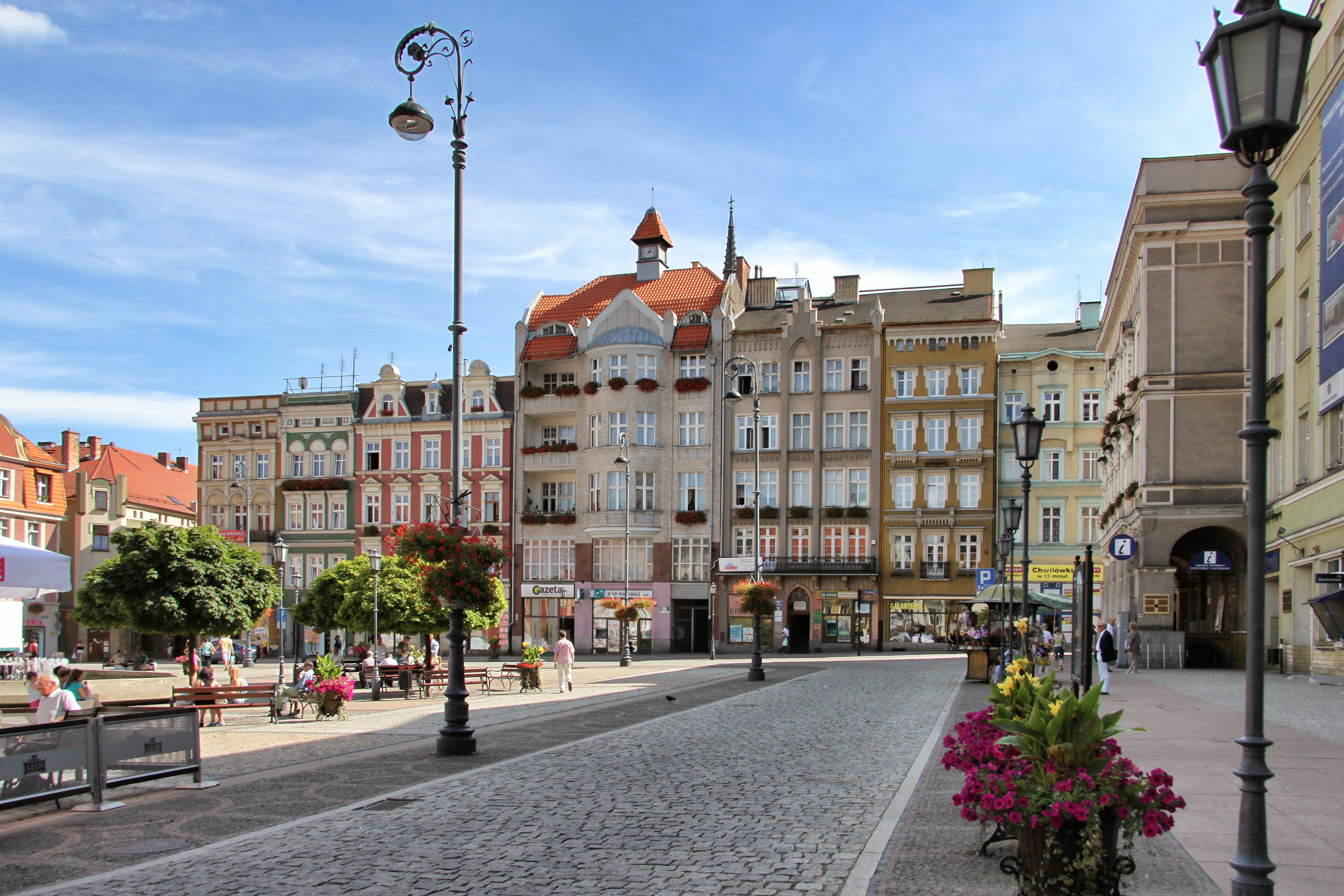
Wałbrzych.

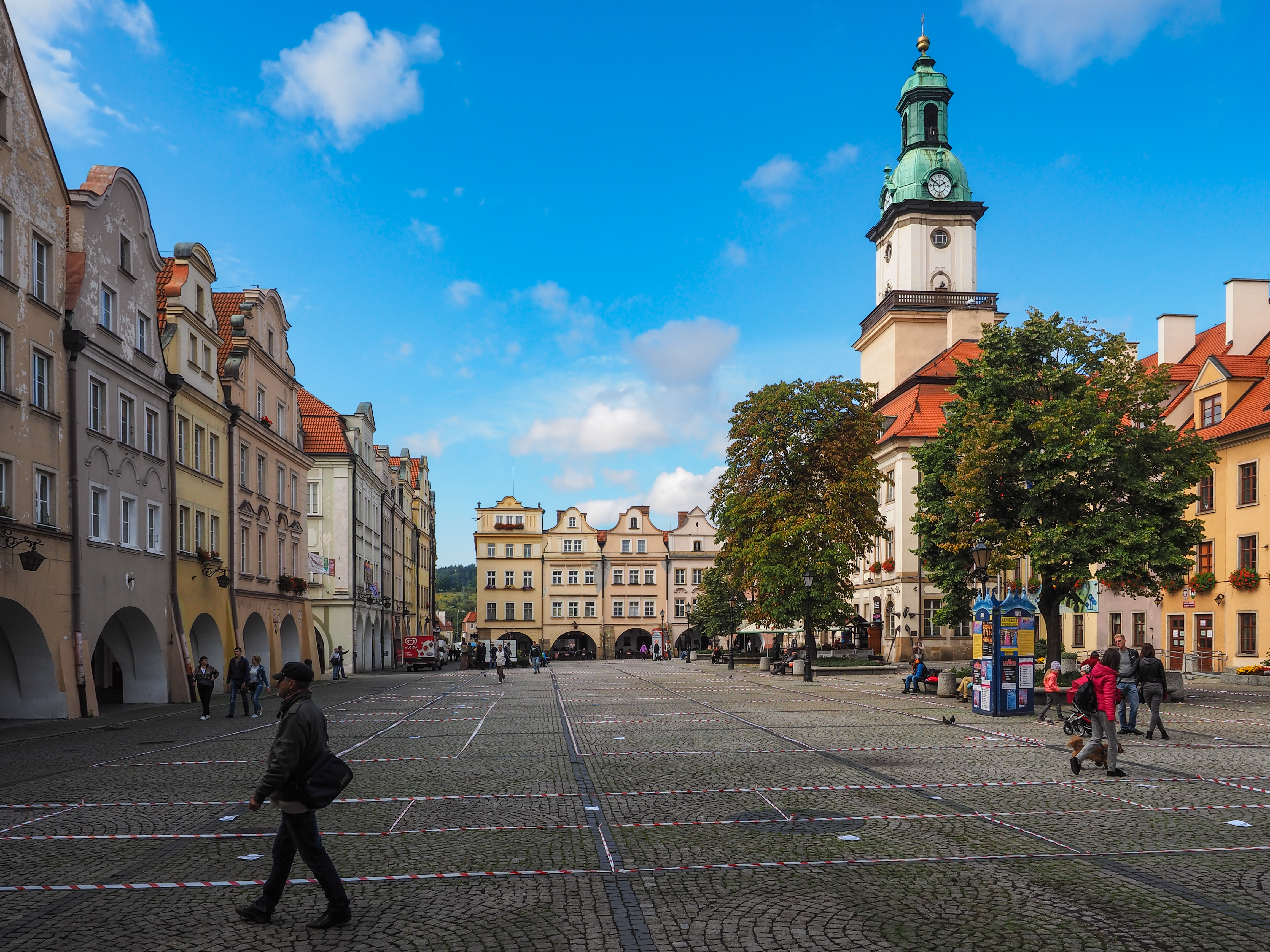
Jelenia Góra.

Cidades com mais de 40 000 habitantes (2005):
- Breslávia - 636 268 (Cidade independente)
- Wałbrzych - 127 566 (Cidade independente)
- Zielona Góra - 118 115 (Cidade independente)
- Legnica - 106 143 (Cidade independente)
- Jelenia Góra - 87 643 (Cidade independente)
- Lubin - 76 595
- Głogów - 71 312
- Świdnica - 60 541
- Bolesławiec -  41 117
- Nowa Sól -  40 600

## Geografia

### Sudetos

Śnieżka

Os Sudetos são geologicamente diversas montanhas que estendem-se por 280 km de Brama Łużycka, a leste até Brama Morawska, a oeste. Os Sudetos topograficamente são divididos em Sudetos Ocidentais e Sudetos Orientais. Na região dos Sudetos, as Montanhas Jizera encontram-se dispersas (Wysoka Kopa, 1.126 m), juntamente com a cordilheiras de Zaroślak, 560 m, Montanhas dos Gigantes (Śnieżka, 1.602 m), Rudawy Janowickie (Skalnik, 945 m) e as montanhas Kaczawskie (Skopiec, 724 m) com Ostrzyca, 501 m. Elas são rodeadas pela Kotlina Jeleniogórska (420–450 m).

### Planície da Silésia
A planície da Silésia inclui: Nizina Śląska e Nizina Śląsko-Łużycka. Estas duas planícies são separados entre si pela Dolina Kaczawy, e a partir dos Sudetos por bordas morfológicas íngremes localizadas ao longo da Falha Marginal Sudética, que estende-se de Bolesławiec (a noroeste) até Złoty Stok (a sudeste). A parte sul da planície inclui os Promontórios Sudetos, constituído pelo baixo Wzgórze Strzegomskie (232m), o Grupa Ślęży (Monte Ślęża, 718m), e a Wzgórza Niemczańsko-Strzelińskie (Montanha Gromnik, 392m). Baixas colinas ocorrem também em áreas da Obniżenie Sudeckie, Świdnik, e Kotlina Dzierżoniowska. A parte oriental da planície da Silésia consiste da vasta Nizina Śląska, localizada ao longo das margens do rio Oder. A parte oriental inclui também a Równina Wrocławska com as suas terras circundantes: Równina Oleśnicka, Wysoczyzna Średzka, Równina Grodkowska e Niemodlińska. Dolina Dolnej Kaczawy (Kotlina Legnicka) separa a Nizina Śląska da Nizina Śląsko-Łużycka, que inclui Wysoczyzna Lubińsko-Chocianowska, Dolina Szprotawy, e vastas áreas de Bory Dolnośląskie, localizada ao norte da rodovia Bolesławiec-Zgorzelec. A partir do Norte, as planícies são delimitadas por Wał Trzebnicki, composta de colinas de 200 km de comprimento e mais de 150 m de elevação, em comparação com as planícies vizinhas (Montanha Kobyla, 284m). A série de morros inclui: Wzgórza Dalkowskie, Wzgórza Trzebnickie, Wzgórza Twardogórskie, e Wzgórza Ostrzeszowskie. Obniżenie Milicko-Głogowskie, com Kotlina Żmigrodzka e Milicka, está localizado na parte norte, no interior da serra. 

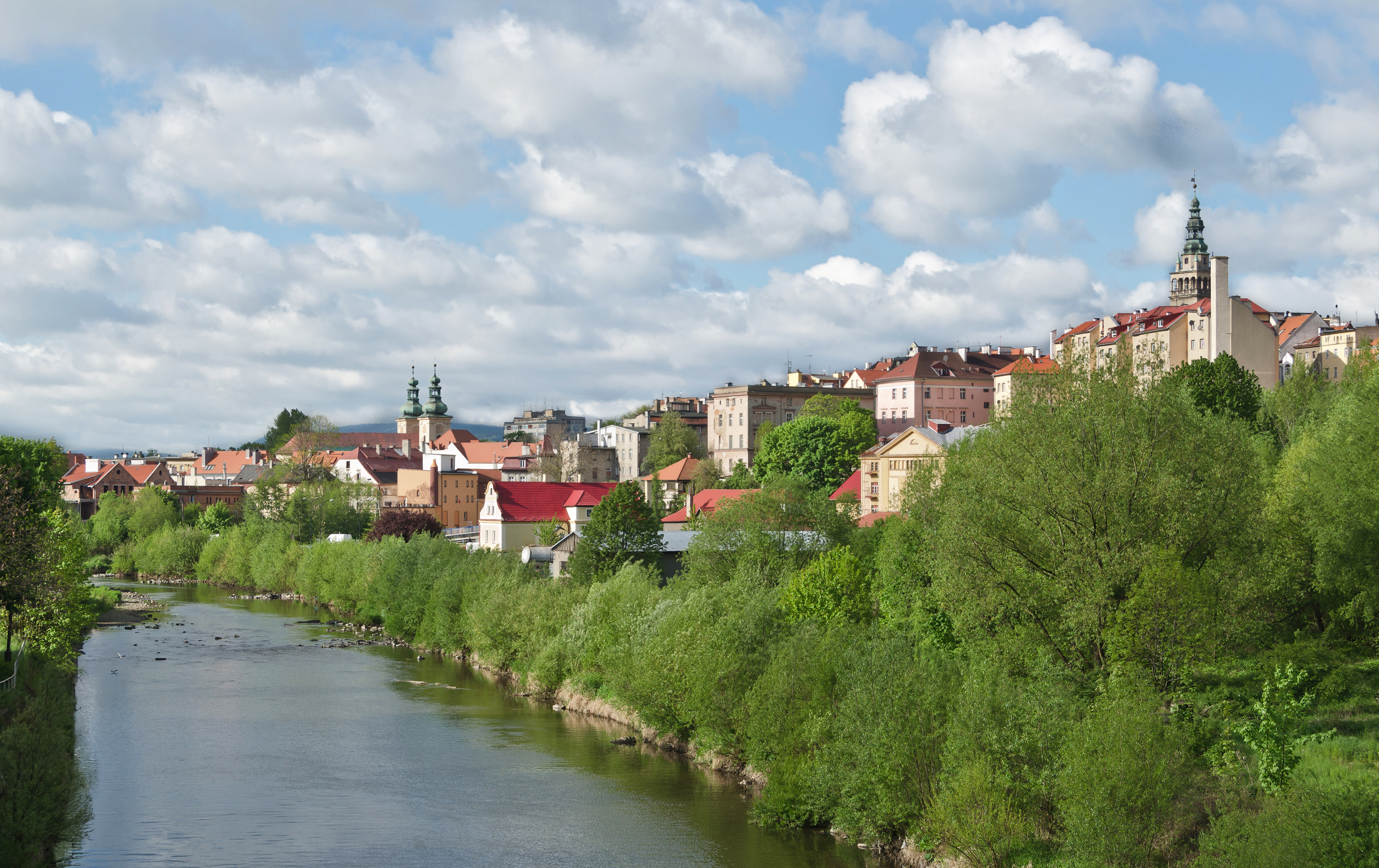
Rio Nysa Kłodzka, Kłodzko.

A região de planície é revestida com espessa camada de elementos glaciais (areia, cascalho, argila) que cobre os mais diversos relevos dos solos mais antigos. Geralmente planos e amplos, os fundos dos vales são preenchidos com sedimentos fluviais. As encostas das serras acima de 180-200 metros são cobertas com argilas férteis e, por conseguinte, no início da era Paleozóica, elas tornaram-se as terras onde as pessoas intalaram-se e iniciaram intenso cultivo de plantações. Posteriormente, esse tipo de atividade causou o desmatamento  quase completo das encostas. Não apenas os solos férteis, mas também o clima ameno é o responsável pelo desenvolvimento da agricultura e do mercado de jardinagem. A temperatura média anual da área de Breslávia é de oito graus Celsius. A temperatura média do mês mais quente (julho) é de 18 graus Celsius, e de -1,5 graus Celsius no mês mais frio (janeiro). A quantidade média de chuvas está entre 500 e 620 milímetros, com seu máximo em julho e mínimo em fevereiro. A camada de neve desaparece após 45 dias. Os ventos, semelhantes aos que são encontrados no lado oeste da Polônia, são de Oeste e de Sudoeste. 

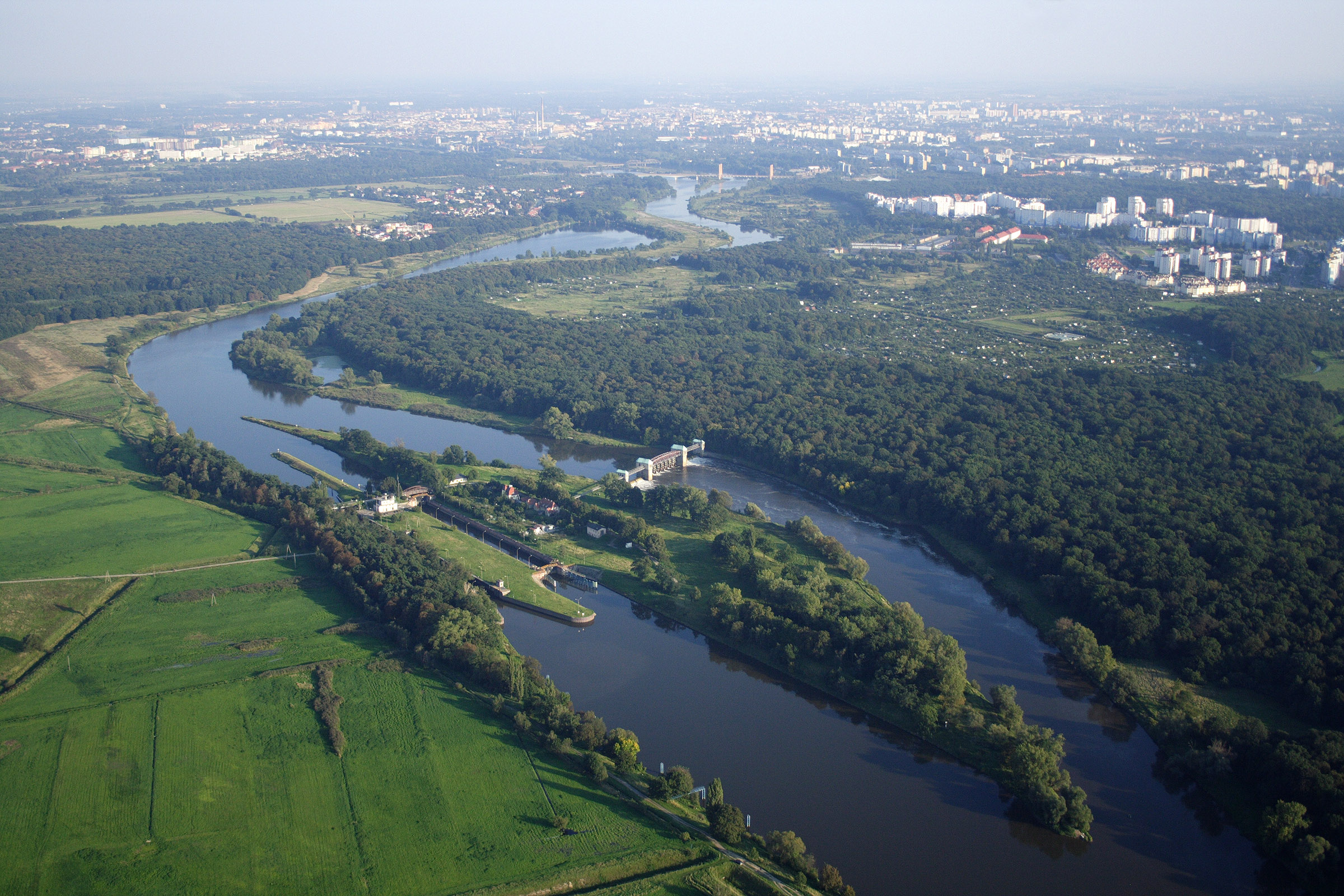
Rio Oder, Breslavia.

Os rios originários dos Sudetos são caracterizados por taxas de água mutável, e de elevada poluição resultante da grande industrialização da área. Os maiores rios são: o Nysa Kłodzka, que é a fonte de água potável para Breslávia (a água é desviada por um canal especial); o Stobrawa, o Oława, o Ślęza, o Bystrzyca, com seus afluentes - Strzegomka e Piława; Widawa, Średzka Woda, Kaczawa com o Nysa Szalona e o Rio Czarna Woda. Há também o maior afluente da margem direita da área - o Barycz. Os outros rios menores - Bóbr, Kwisa, e Nysa Łóżycka - correm em direção ao rio Oder para além das fronteiras da Baixa Silésia. A maioria dos rios e regulada e suas bacias são melhoradas, para serem condutoras de boa água para a economia. A característica da paisagem da planície é a falta de lagos. A região de Legnica é o único lugar onde são encontrados uma dezena de pequenos lagos, mas maioria deles está desaparecendo. O maior é o lago Jezioro Kunickie (95 ha), o Jezioro Koskowickie (50 ha), o Jezioro Jaśkowickie (24 ha) e o Tatarak (19,5 ha). Em contraste com o número de lagos, há grandes grupos de lagoas artificiais criadas na bacia do Barycz, na Idade Média. A sua área total é de cerca de 80 quilômetros quadrados, e as maiores lagoas (Stary Staw, Łosiowy Staw, Staw Niezgoda, Staw Mewi Duży, e Grabownica) chegam a 200-300 ha.
A flora primitiva foi modificada significativamente como resultado do desmatamento e de cultivo. Os maiores complexos de florestas são: Bory Dolnośląskie (3 150 km²), Bory Stobrawskie nas áreas de Stobrawa e Widawa, e pequenos fragmentos de florestas nos vales dos rios Barycz e Oder. Estas florestas são do tipo multi-espécies caducifólias, ocorrendo em solos férteis. O vale do rio Oder é constituído por grupos florestais remanescentes (faia, carvalho, Carpinus, Acer pseudoplatanus, e pinho). As florestas, protegidas legalmente, são as seguintes: Zwierzyniec, Kanigóra perto de Oława, Dublany, Kępa Opatowicka perto de Breslávia, Zabór próxima a Przedmoście, e Lubiąż. As outras áreas florestais são: Parque Natural em Orsk, as áreas de Jodłowice, Wzgórze Joanny próximas a Milicz, e Gola próxima a Twardogóra. Esses tipos de florestas como mais de 1,2 m de altura, que são o sustentáculo da caça selvagem, ou viveiros de aves, são inacessíveis devido ao permanente perigo de incêndios. Os territórios parcialmente acessíveis (especialmente demarcados) estão localizados em áreas de Góra Śląska, Oborniki Śląskie, Wołowa, no vale no rio Oder, e em Wzgórza Niemczańsko-Strzelińskie.

### Flora
A flora da Baixa Silésia é específica e diferente para cada zona. Das partes mais baixas para as mais altas elevações, as plantas formam grupos que estão organizados em largas ou estreitas faixas, chamadas zonas florais. Essas zonas são divididas em faixas mais restritas, denominadas faixas de vegetação. 
A zona de florestas de montanha é dividida em duas faixas: subalpinas e florestas subalpinas baixas. Acima, há as florestas divididas em zona subalpina com pinheiros anões, e zona alpina sem arbustos. Esta vegetação é glacial, do Terciário, que foi destruída pelo clima da Era do Gelo. Junto com a glaciação do Norte, algumas plantas da tundra apareceram, por exemplo: o salgueiro-da-lapónia (Salix Lapponum) e a amora-branca-silvestre (Rubus chamaemorus). 
A flora da Baixa Silésia é fortemente influenciada pela história geológica e climática. A vegetação é formada por espécies originárias de diferentes regiões geográficas. As regiões particulares são representadas por:
- Espécies da Europa Central: abeto (Abies alba), faia (Fagus silvatica), carvalho (Quercus sessilis), ácer (Acer pseudoplatanus)
- Espécies da Sibéria Europeia: euonymus europeu (Evonymus europaea), amieiro (Alnus glutinosa), vime (Salix purpurea)
- Espécies sub-boreais árticas: crussíferas (Cardamine pratensis), calêndula-amarela-do-pântano (Marimba palustris), ''Anemone hepatica'' (hepatica nobilis)
- Espécies boreais árticas: uva-de-urso (Arctostaphylos uvaxursi), salgueiro-anão (Sal herbacea), empetrum-negro (Empetrum nigrum), ''pedicularis sudética'', Saxifraga nivalis, amora-branca-silvestre (Rubus chamaemorus), Isoëtes lacustris
- Espécies alpinas: Plantaginaceae (Thesium alpinium), tussilago alpino (Homogyne Alpina), dríade branca (Geum montanum), pinheiro-anão (Pinus mughus)
- Espécies sudéticas e sudético-cárpatos: Saxifraga moschata ssp. Basaltica, pedicularis sudética.

### Floresta subalpina baixa
A floresta subalpina baixa (450-1.000 metros) (em polonês: Regiel Dolny) é caracterizada por caducifólias ou florestas mistas. Os fragmentos de florestas semelhantes aos complexos naturais de pinho-abeto-faia, com misturas de lariços, ácer pseudoplatanus e limeiras ocorrem perto da cachoeira Szklarski, no complexo Jagniątkowski, e da montanha Chojnik. Determinadas espécies de árvores têm diferentes condições climáticas. As partes mais baixas estão cobertas com carvalhos e freixos (até 500 metros). No nível de 500–600 m encontram-se os pinheiros; nas partes mais elevadas (até 800 m), encontram-se o lariço-europeu e, acima de 800 m - abetos e faias.
Apesar da transformação da vegetação de árvores básicas, a mesma forma de subarbustivas sobreviveu. Lá são encontradas: daphne mezereum, corylus, asperula odorata, oxalis, trientalis europaea, e convallaria majalis. As áreas acima de 800 m são essencialmente cobertas com gramíneas, cramberries, e salgueiro-genciana. 
Em locais com mais luminosidade, em prados, e ao longo das rodovias, são encontradas: ajuga, galeobdolon, arnica montana, cephalanthera longifolia, epilobium angustifolium, senecio vulgaris, e digitalis. Ao longo das margens dos rios, ocorre a petasites branca. 
As florestas de pinheiros são ricas em abetos, que são permanentemente enfraquecidos por fatores atmosféricos. As raízes desgastadas são facilmente infectadas por fungos nocivos e insetos. O mais prejudicial é o cogumelo-do-mel, com espécimes comestíveis, que crescem na polpa - entre a casca e a madeira - causando a morte das árvores. O outro fungo prejudicial é o basidiomycota, que destrói as raízes e o interior dos troncos. O cogumelo-do-mel devasta a árvore em poucos meses, bem como o basidiomycota - em poucos anos - como resultado de mudanças mecânicas na estrutura da madeira.